# Isabel da Cunha, Condessa de Monsanto
D. Isabel da Cunha (c. 1420 - 5 de Janeiro de 1482), terceira senhora das vilas de Castelo Rodrigo, Tarouca e Beldigem, terceira senhora de Cascais e seu termo, do reguengo de Oeiras, das dízimas das sentenças condenatórias de Évora, da jurisdição da Lourinhã e das rendas da portagem de Beja e primeira Condessa de Monsanto pelo casamento, foi uma nobre portuguesa do século XV.
Filha primogénita de D. Afonso, Senhor de Cascais e de sua primeira esposa Branca da Cunha, Senhora de Cascais e Lourinhã, herdou o Senhorio de Cascais e o Senhorio da Lourinhã de sua mãe. O seu pai, D. Afonso, era um filho bastardo do Infante D. João de Portugal, Duque de Valência de Campos. Os bens do Infante foram herdados pelo primogénito legítimo D. Fernando de Portugal, Senhor de Eça, indivíduo que será o tronco da Casa de Eça. O bastardo D. Afonso foi então casado em 1388 com uma rica herdeira: D. Branca da Cunha. A mãe de D. Isabel da Cunha era a única filha e herdeira do Doutor João das Regras, jurisconsulto do valimento de D. João I pelo seu papel fulcral na Crise de 1383-1385. D. João I doou a João das Regras (avô materno de D. Isabel) os Senhorios de Cascais e da Lourinhã, que foram herdados pelos pais de D. Isabel aquando a morte deste a 4 de Maio de 1404.
D. Isabel da Cunha tornou-se, à semelhança de sua mãe, herdeira dos senhorios de Cascais e Lourinhã. Desposou em c. 1440 um dos filhos de D. Fernando de Castro, 1.º senhor do Paúl do Boquilobo: D. Álvaro de Castro. D. Álvaro pertencia à poderosíssima e antiquíssima linhagem dos Castro, descendentes de Sancho I de Aragão, influentes tanto em Portugal como em Castela. Confirmando-lhe esse estatuto de membro da primeira nobreza do Reino, D. Afonso V eleva D. Álvaro a Conde de Monsanto por carta régia de 21 de Maio de 1460. D. Isabel da Cunha é então uma das damas da mais alta sociedade portuguesa, parte do grupo da nobreza titulada, então restrito a não mais que dez ou onze famílias.
O seu marido precedeu-a na morte em mais de uma década, tendo tombado em 1471 na expedição de Conquista de Arzila, em Marrocos. A Condessa viúva apenas veio a falecer em 1482.
Do casamento com D. Álvaro de Castro gerou D. Isabel quatro filhos:
- D. João de Castro, 2.º Conde de Monsanto (c. 1440 - 1496), que não teve descendência.
- Jorge de Castro (c. 1440 -?), morreu em Tânger
- D. Joana de Castro, senhora de Cascais e Monsanto, que herdou a Casa de Monsanto de seu irmão e em cuja descendência continua o título de Conde de Monsanto.
- D. Leonor de Castro, Condessa de Cantanhede, pelo casamento com D. Pedro de Menezes, 1.º Conde de Cantanhede.